# Карагач (Азербайджан)
Карагач (азерб. Qarağac) — Ґетап (вірм. Գետափ)  — село в Нагірному Карабасі, де-факто в Кашатазькому районі Нагірно-Карабаської Республіки, де-юре в Кубатлинському районі Азербайджану.
Село розміщене на правому березі річки Акарі, за 40 км на південь від міста Бердзора.